# Coccus erythrinae
Coccus erythrinae är en insektsart som först beskrevs av Ihering 1897.  Coccus erythrinae ingår i släktet Coccus och familjen skålsköldlöss. Inga underarter finns listade i Catalogue of Life.